# Zemský okres Alzey-Worms
Zemský okres Alzey-Worms (německy Landkreis Alzey-Worms) je zemský okres v německé spolkové zemi Porýní-Falc. Sídlem správy zemského okresu je město Alzey. Má přibližně 125 tisíc obyvatel. 

## Města a obce
Města:
1. Alzey
2. Osthofen
3. Wörrstadt

Obce:
1. Albig
2. Alsheim
3. Armsheim
4. Bechenheim
5. Bechtheim
6. Bechtolsheim
7. Bermersheim
8. Bermersheim vor der Höhe
9. Biebelnheim
10. Bornheim
11. Dintesheim
12. Dittelsheim-Heßloch
13. Eckelsheim
14. Eich
15. Ensheim
16. Eppelsheim
17. Erbes-Büdesheim
18. Esselborn
19. Flomborn
20. Flonheim
21. Flörsheim-Dalsheim
22. Framersheim
23. Freimersheim
24. Frettenheim
25. Gabsheim
26. Gau-Bickelheim
27. Gau-Heppenheim
28. Gau-Odernheim
29. Gau-Weinheim
30. Gimbsheim
31. Gumbsheim
32. Gundersheim
33. Gundheim
34. Hamm am Rhein
35. Hangen-Weisheim
36. Hochborn
37. Hohen-Sülzen
38. Kettenheim
39. Lonsheim
40. Mauchenheim
41. Mettenheim
42. Mölsheim
43. Monsheim
44. Monzernheim
45. Mörstadt
46. Nack
47. Nieder-Wiesen
48. Ober-Flörsheim
49. Offenheim
50. Offstein
51. Partenheim
52. Saulheim
53. Schornsheim
54. Siefersheim
55. Spiesheim
56. Stein-Bockenheim
57. Sulzheim
58. Udenheim
59. Vendersheim
60. Wachenheim
61. Wahlheim
62. Wallertheim
63. Wendelsheim
64. Westhofen
65. Wöllstein
66. Wonsheim